# Hygrochroa ardeola
Hygrochroa ardeola är en fjärilsart som beskrevs av Druce 1887. Hygrochroa ardeola ingår i släktet Hygrochroa och familjen silkesspinnare. Inga underarter finns listade i Catalogue of Life.